# Morawa (Katowice)
Morawa (niem. Murawa Colonie) – część Katowic, położona w dzielnicy Szopienice-Burowiec, w rejonie ulicy Morawa. 

## Charakterystyka
Nazwa osady wywodzi się od zarazy (mór), która nawiedziła mieszkańców Szopienic w 1832 roku. Epidemie chorób zakaźnych, które dziesiątkowały ludność miast, nazywano wtedy morowym powietrzem. Obok Szkoły Podstawowej nr 44 znajduje się przydrożny krzyż wotywny z 1892 roku, umieszczony w miejscu zbiorowej mogiły ofiar tej zarazy. Sama zaś kolonia robotnicza Morawa została wybudowana w latach 1860–1865 dla robotników zakładów koncernu Georg von Giesches Erben. Patronacka kolonia robotnicza to dwurzędowa ulicówka, po obydwu stronach drogi, z murowanymi ceglanymi domami ustawionymi do niej kalenicowo (z wyjątkiem domu przy ul. Morawa 82). W grudniu 1885 roku Morawę zamieszkiwały 982 osoby i była wówczas częścią gminy Szopienice w powiecie katowickim (Kattowitz). Mieszkańcy wyznania rzymskokatolickiego przynależeli do parafii św. Jadwigi Śląskiej.
W latach siedemdziesiątych XX wieku, na polach za kolonią i wyburzonym fragmencie zachodniej części osady wzniesiono osiedle mieszkaniowe, składające się z dziesięciokondygnacyjnych bloków. Pierwotnie przyjęła się, od ówczesnej nazwy ulicy, nazwa osiedle Franciszka Rybki, a obecnie osiedle Morawa. Projektantem osiedla jest Aleksander Horodecki. Według stanu z 2007 roku, udział powierzchni zabudowanej w powierzchni całego osiedla wynosi 9%, wskaźnik intensywności zabudowy (netto) – 0.82 WIZ, a średnia ważona liczby kondygnacji to 9,11. Osiedle to jest zarządzane przez Administrację Osiedla Szopienice Katowickiej Spółdzielni Mieszkaniowej. Placówka administracji zlokalizowana jest przy ulicy Morawa 103.

## Galeria

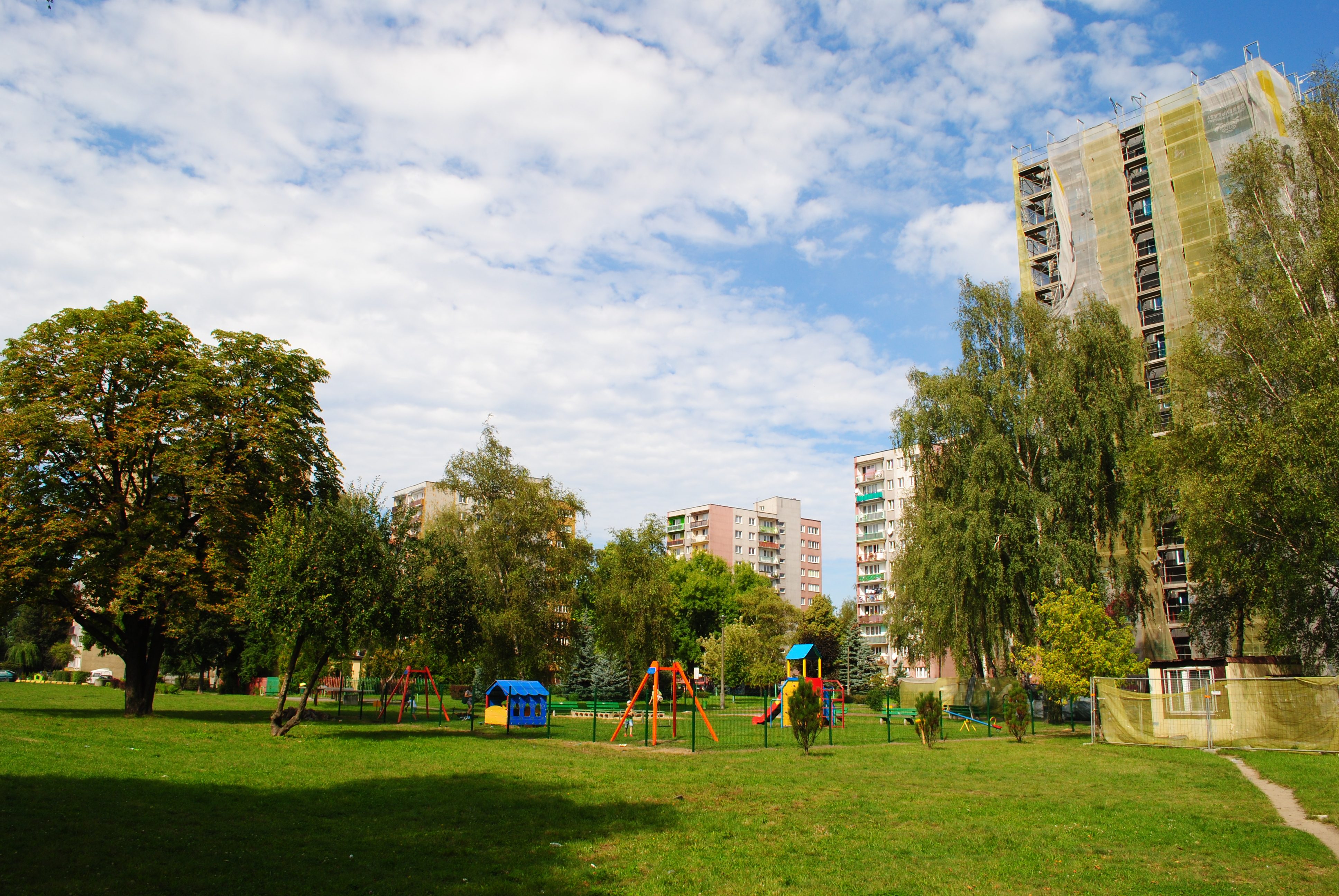
Fragment osiedla Morawa
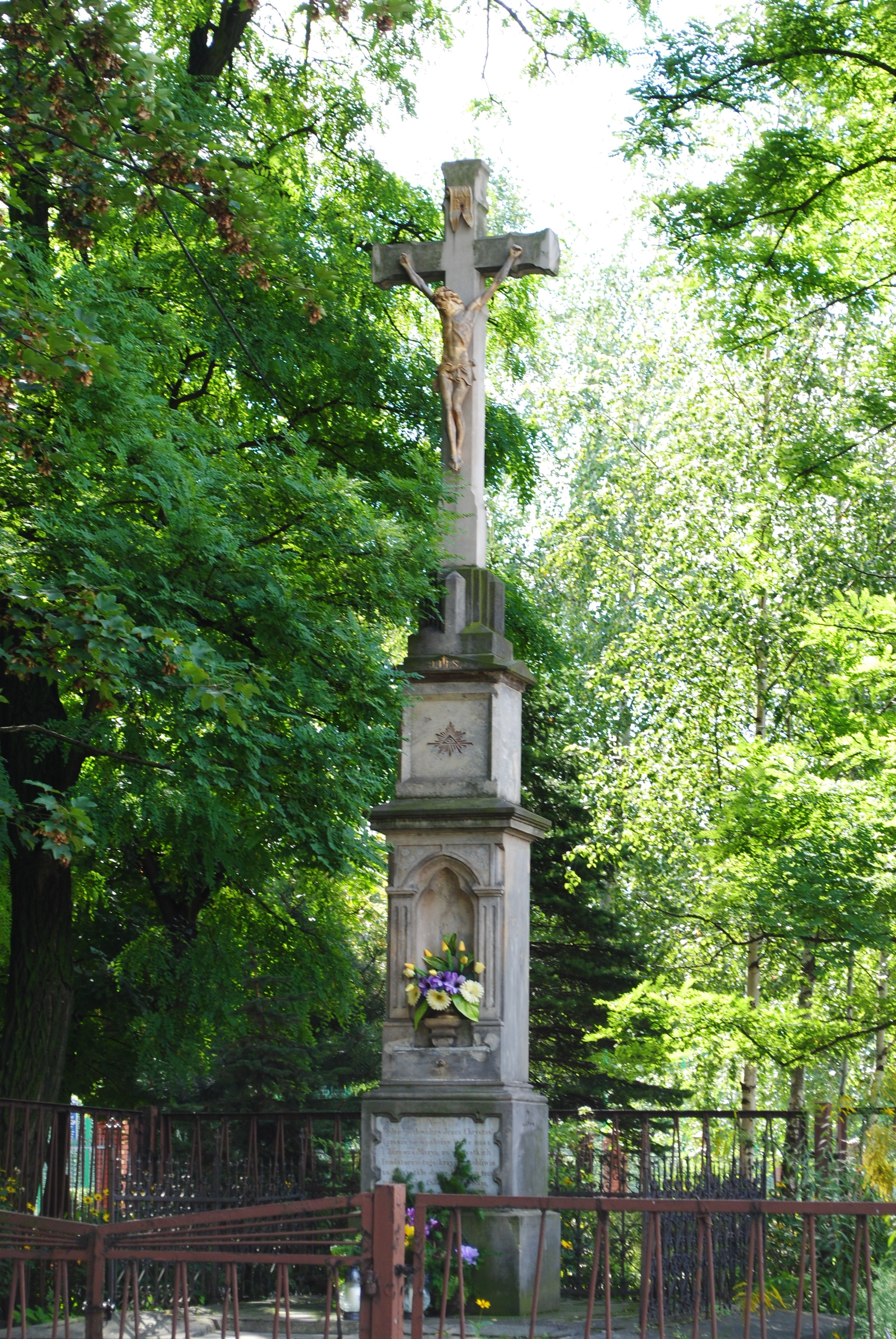
Przydrożny krzyż wotywny
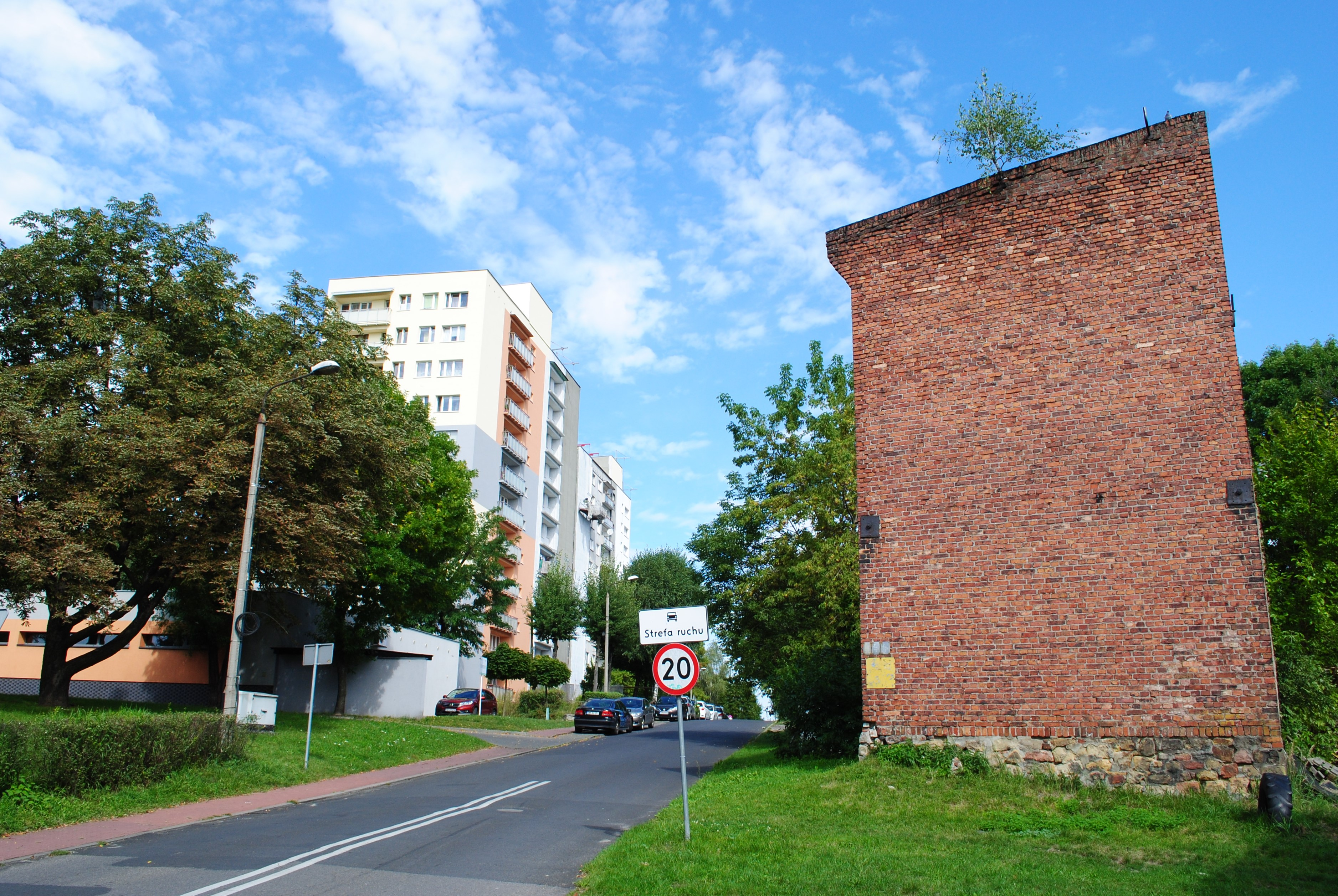
Fragment osiedla Morawa